# 内子線
内子線（うちこせん）は、愛媛県大洲市の新谷駅から愛媛県喜多郡内子町の内子駅に至る四国旅客鉄道（JR四国）の鉄道路線（地方交通線）である。
愛媛鉄道により1920年に開業した路線で、かつては予讃線の五郎駅から分岐して内子駅に至る盲腸線であった。1986年に向井原駅から内子駅までの予讃線支線区間が開通してからは、予讃線の向井原駅 - 伊予大洲駅間短絡ルート（建設時の名称は内山線）の一部に組み込まれ特急列車が行き交う路線となっているが、当初、換算キロ制が適用される地方交通線に指定されたがゆえに、幹線の予讃線（当時は予讃本線）に編入することができず、内子駅 - 新谷駅間が内子線のままとなっている。地元住民からは内子線に加え予讃線の向井原駅 - 内子駅間および新谷駅 - 伊予大洲駅間に関しても未だに「内山線」と呼ばれている。
旅客向け時刻表や『鉄道要覧』では予讃線の伊予長浜経由の従来ルートと内子経由の短絡ルートの分岐点を伊予大洲駅としているが、実際の分岐点は予讃線五郎 - 伊予大洲間にある伊予若宮信号場である。ここでは時刻表や『鉄道要覧』に倣い伊予大洲駅を分岐点として記述する。
内子線のキロポストは高松駅からの距離の表示となっているため、終点から起点に向かって距離の数値が増加し、設置場所も下り列車の進行方向左側になっている。

## 路線データ
- 管轄（事業種別）：四国旅客鉄道（第一種鉄道事業者）
- 路線距離（営業キロ）：5.3 km
- 軌間：1067 mm
- 駅数：4（起終点駅含む）
  - 起終点駅を含めた全駅が内子線所属駅となっている[注 1]。
- 複線区間：なし（全線単線）
- 電化区間：なし（全線非電化）
- 閉塞方式：単線自動閉塞式
- 最高速度：110 km/h

## 平均通過人員
各年度の平均通過人員（人/日）は以下のとおりである。
| 年度                   | 平均通過人員（人/日） | 出典  |
| 年度                   | 新谷 - 内子           | 出典  |
| ---------------------- | --------------------- | ----- |
| 1989年度（平成元年度） | 4,445                 | [ 3 ] |
| 2012年度（平成24年度） | 3,834                 | [ 3 ] |
| 2013年度（平成25年度） | 3,883                 | [ 3 ] |
| 2014年度（平成26年度） | 3,825                 | [ 3 ] |
| 2015年度（平成27年度） | 3,810                 | [ 4 ] |
| 2016年度（平成28年度） | 3,664                 | [ 4 ] |
| 2017年度（平成29年度） | 3,693                 | [ 5 ] |
| 2018年度（平成30年度） | 3,281                 | [ 5 ] |
| 2019年度（令和元年度） | 3,298                 | [ 5 ] |
| 2020年度（令和02年度） | 2,200                 | [ 6 ] |
| 2021年度（令和03年度） | 2,248                 | [ 7 ] |
| 2022年度（令和04年度） | 2,580                 | [ 8 ] |
| 2023年度（令和05年度） | 2,793                 | [ 9 ] |

## 運行形態
予讃線と一体的に運行されており、松山駅 - 宇和島駅間の特急列車「宇和海」や松山駅・伊予市駅 - 伊予大洲駅・八幡浜駅・宇和島駅間の普通列車が運転されている。
そのため、路線の起点は新谷駅であるが、列車は松山駅・伊予市駅（・内子駅）発が下りとなっている。
盲腸線時代は五郎駅 - 内子駅間の線内折り返しのほか、隣の伊予大洲駅まで運転する列車が1日2往復存在した。

## 歴史

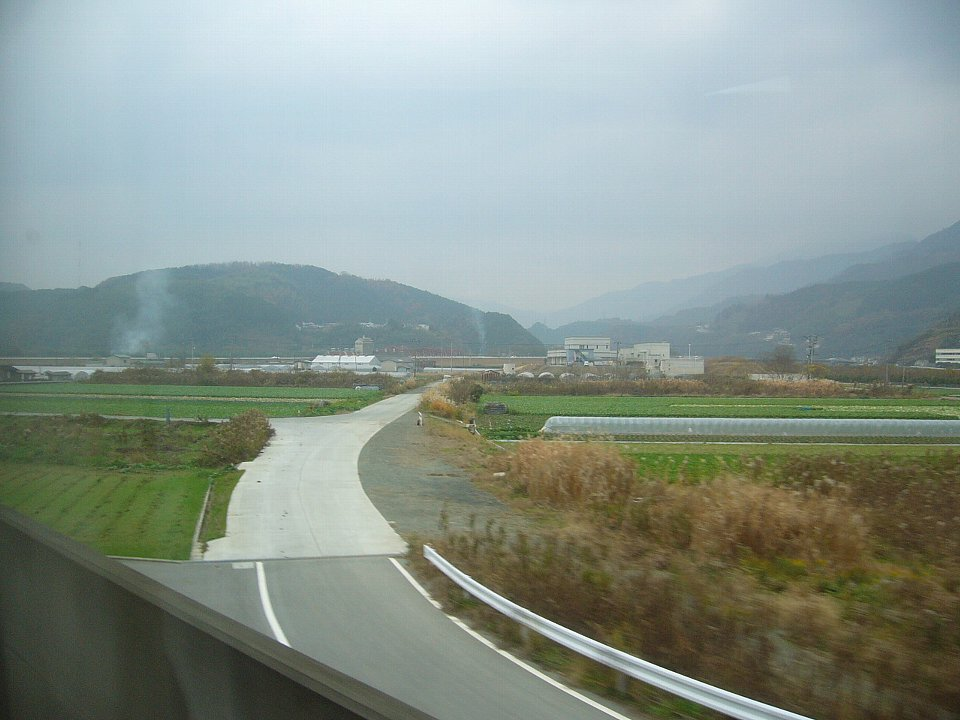
内子線旧線（新谷 - 五郎）跡。旧線の大部分は道路に転用された。

内子線にあたる路線は、愛媛鉄道の前身の西予電気軌道により1910年（明治43年）に計画された。この時の計画では起点は伊予鉄道の郡中駅で、犬寄峠を越えた後、中山、内子、大洲等を経て八幡浜に至る予定だった。西予電気軌道は西予軽便鉄道を経て1912年（明治45年）に愛媛鉄道に社名を変更。1916年（大正5年）に計画も犬寄峠を避けて工事が安易な伊予灘沿いに変更し、1918年（大正7年）に長浜町駅（現在の伊予長浜駅） - 大洲駅（現在の伊予大洲駅）が開業。内山地方への路線は支線として建設され、1920年（大正9年）に若宮連絡所 - 内子駅間が開業した。
愛媛鉄道は1933年（昭和8年）に国有化され、愛媛線となった。予讃本線（現在の予讃線）の延伸に伴い1935年（昭和10年）に愛媛線のうち伊予長浜駅 - 伊予大洲駅間が予讃本線に編入され、支線は五郎駅で分岐する内子線となった。
1986年（昭和61年）に新谷駅 - 内子駅間が内山線として建設された予讃本線の短絡ルートに組み込まれ、五郎駅 - 新谷駅間と喜多山駅 - 内子駅間の旧線が廃止された。
短絡ルートに組み込まれる前の輸送密度は500人/日を下回る程度で、1980年（昭和55年）に制定された日本国有鉄道経営再建促進特別措置法（国鉄再建法）の定める第1次特定地方交通線に選定される水準であったが、短絡ルートになることで想定輸送密度は6700人/日と算定され大幅な増加が見込めることを理由に存続が決定した。国鉄再建法によって原則的に工事が凍結された日本鉄道建設公団AB線（地方開発線・地方幹線）の中で、内山線は北関東の鹿島新線とともに工事凍結を免れた2路線の中の1路線であり、しかも内山線は再建法施行以降に全線が国鉄線として開業した唯一の鉄道公団AB線である。ただし内山線は重要ルートとしての活用が約束されたにもかかわらず、鉄道公団線としては最低ランクのA線＝地方開発線扱いであった。内山線と当線を合わせた区間が存続・建設となった理由としては、既存の伊予灘沿いの予讃本線が地すべり地帯で危険であることもあげられていた。

### 年表
- 1920年（大正9年）5月1日：愛媛鉄道により若宮連絡所（五郎駅 - 大洲駅間にあった分岐点で現在の伊予若宮信号場） - 内子駅間が開業[2]。軌間762mmの軽便鉄道であった[2]。
- 1933年（昭和8年）10月1日：国有化され愛媛線となる[2]。
- 1935年（昭和10年）10月6日：1067mm軌間に改軌[2]。五郎駅分岐となり内子線と改称[2]。
- 1958年（昭和33年）11月1日：この日の始発から全列車がディーゼルカーに置き換えられ無煙化。
- 1966年（昭和41年）11月27日 : 内山線（予讃本線短絡ルート）起工式[2]。
- 1971年（昭和46年）12月1日：貨物営業廃止[2]。
- 1985年（昭和60年）11月25日：新谷駅 - 五十崎駅間（喜多山駅 - 五十崎駅間の一部を除く）で重軌条化・路盤強化及び曲線緩和工事に着手[2]。これに伴い、全区間が翌年3月2日までバス代行輸送となる。
- 1986年（昭和61年）3月3日：予讃本線の向井原駅 - 内子駅間、新谷駅 - 伊予大洲駅間の開業により内子線が短絡ルートに組み込まれる[2]。新谷駅に交換設備が設けられ、五十崎駅・内子駅は移転、五郎駅 - 新谷駅間は廃止[2]。CTC化[2]。
- 1987年（昭和62年）4月1日：国鉄分割民営化により四国旅客鉄道に承継[2]。日本貨物鉄道の第二種鉄道事業開業[2]。
- 2006年（平成18年）4月1日：日本貨物鉄道の第二種鉄道事業廃止[2]。
- 2020年（令和2年）
  - 7月4日：令和2年7月豪雨の影響により五十崎駅 - 喜多山駅間で斜面崩壊が発生、内子線を含む内子駅 - 伊予大洲駅間が不通となる。
  - 7月20日：内子駅 - 伊予大洲駅間が運転再開。

## 駅一覧
- 普通列車はすべての駅に停車。特急列車停車駅は「宇和海」ほか列車記事を参照。なお、普通・特急ともすべての列車が予讃線伊予市駅方面および伊予大洲駅方面へ直通する。
- 全駅愛媛県内に所在。

| 駅番号 | 駅名     | 営業キロ | 営業キロ | 接続路線                                          | 所在地        |
| 駅番号 | 駅名     | 駅間     | 累計     | 接続路線                                          | 所在地        |
| ------ | -------- | -------- | -------- | ------------------------------------------------- | ------------- |
| U13    | 新谷駅   | -        | 0.0      | 四国旅客鉄道：●U 予讃線（宇和島駅方面へ直通運転） | 大洲市        |
| U12    | 喜多山駅 | 1.2      | 1.2      |                                                   | 大洲市        |
| U11    | 五十崎駅 | 2.5      | 3.7      |                                                   | 喜多郡 内子町 |
| U10    | 内子駅   | 1.6      | 5.3      | 四国旅客鉄道：●U 予讃線（松山駅方面へ直通運転）   | 喜多郡 内子町 |

### 廃止区間
経路変更による旧線、1986年3月3日廃止。
五郎駅 - 新谷駅

## その他
映画撮影
1988年5月に、新線への切り替えで使用されなくなった五十崎駅付近の旧線を使用して、映画『ダウンタウン・ヒーローズ』の撮影が行われた。このとき車両として運転されたのは、1977年に米山工業の手で復元された伊予鉄道1号機（坊っちゃん列車の蒸気機関車）であった。これは正真正銘の蒸気機関車で、現在伊予鉄道松山市内線で走行しているディーゼル駆動のものとは別車両である。
選択乗車の特例
向井原駅以遠（伊予市・松山・高松方面）と伊予大洲駅以遠（宇和島方面）との間には内子線経由と伊予長浜経由とで選択乗車の特例があり、一方を経由する乗車券を持っていれば他方の経路でも乗車できる。途中下車の禁じられていない乗車券であれば他方の経路上でも途中下車できる（併用の場合を除く）。